# Begonia wrayi
Espèce
Synonymes
- Begonia pseudisoptera Irmsch.[1] [2]

Begonia wrayi est une espèce de plantes de la famille des Begoniaceae.
L'espèce fait partie de la section Petermannia.
Elle a été décrite en 1887 par William Botting Hemsley (1843-1924).

## Répartition géographique
Cette espèce est originaire des pays suivants : Malaisie ; Thaïlande.